# Hành chính Đại Việt thời Lý
Hành chính Việt Nam thời Lý phản ánh bộ máy chính quyền từ trung ương đến địa phương của nước Đại Việt thời nhà Lý (1009-1225) trong lịch sử Việt Nam.
Từ thời nhà Đinh, chế độ hành chính trung ương tập quyền đã được xây dựng. Đến thời nhà Lý, chế độ này được củng cố thêm. Chế độ hành chính của Đại Việt thời nhà Lý bao gồm 5 cấp, trong đó có 4 cấp địa phương.

## Khái quát
Cấp hành chính trung ương bao gồm 3 bộ phận chủ yếu, đó là:
- Các cơ quan giúp việc cho hoàng đế: sảnh, hàn lâm viện
- Các cơ quan đầu não của triều đình: khu mật viện, bộ
- Các cơ quan giúp việc cho triều đình: viện, ty, cuộc

Các cấp hành chính ở địa phương lần lượt từ cao xuống thấp là:
- Phủ, lộ, châu, trại
- Huyện, hương, giáp, phường, sách, động
- Giáp
- Thôn

## Trung ương

### Sảnh
Sảnh là các cơ quan giúp việc cho hoàng đế. Nhà Lý có 2 sảnh hay được nhắc đến trong các tư liệu lịch sử cũ là Thượng thư sảnh và Trung thư sảnh. Đứng đầu các sảnh là chức viên ngoại lang. Không rõ sảnh được đặt ra từ thời vị hoàng đế nào, nhưng Đại Việt sử ký toàn thư và Lịch triều hiến chương loại chí đều có đề cập tới một số nhân vật như Lý Công Tín, Hàn Quốc Bảo, Đào Thuấn, Lý Bảo Thuần, Phạm Thưởng, Đỗ Lục, Khổng Nguyên, Phạm Bảo, Kim Cát, Lý Khái, Đào Lão, Nguyễn Hoàn được Lý Thần Tông bổ nhiệm làm viên ngoại lang Thượng thư sảnh hay Trung thư sảnh.

### Hàn lâm viện
Hàn lâm viện là cơ quan giúp việc cho hoàng đế chỉ được lập ra vào thời Lý Nhân Tông có chức năng giúp Hoàng đế soạn thảo các văn kiện. Người đứng đầu Hàn lâm viện là Hàn lâm học sĩ. Đại Việt sử ký toàn thư và Lịch triều Hiến chương loại chí có nhắc đến việc Lý Nhân Tông tuyển người vào Hàn lâm viện và bổ nhiệm Mạc Hiển Tích làm Hàn lâm học sĩ.

### Khu mật viện
Khu mật viện có từ thời Lý Thái Tổ, có chức năng tham mưu cho Hoàng đế và Thái phó các việc cơ mật. Đứng đầu khu mật viện là khu mật sứ; có tả sứ và hữu sứ. Ngay khi lên ngôi, Lý Thái Tổ đã bổ nhiệm Ngô Đinh làm khu mật sứ. Thời Lý Thái Tông, Lý Đạo Kỷ giữ chức tả khu mật sứ trong khi Xung Tân giữ chức hữu khu mật sứ. Những người này đều là tay chân thân cận của hoàng đế.

### Bộ
Lịch triều hiến chương loại chí cho hay rằng các bộ thời Lý chưa phân định rõ ràng. Tuy nhiên, các tư liệu lịch sử khác như các văn bia thời Lý Trần mà các nhà nghiên cứu sau này tìm được và công bố trong Văn thơ Lý-Trần cho biết ít ra là vào thời Lý Thần Tông, Đại Việt có đủ 6 bộ: Hộ, Lễ, Lại, Binh, Hình và Công.

### Quốc Tử Giám
Năm 1076, Lý Nhân Tông lập Quốc Tử Giám để phát triển giáo dục trong cả nước. Có thể xem Quốc Tử giám là Bộ Giáo dục của Đại Việt thời Lý. Tuy nhiên, các tư liệu lịch sử cũ không cho biết tổ chức của Quốc Tử Giám ra sao.

### Những chức vụ đứng đầu
Các chức tướng công, thái phó được hoàng đế nhà Lý ban cho những người có nhiệm vụ trực tiếp điều khiển toàn bộ chính quyền. Lý Thái Tổ đã bổ nhiệm Trần Cảo làm tướng công. Lý Thánh Tông bổ nhiệm Lý Thường Kiệt làm Thái phó phụ quốc thượng tướng quân. Lý Nhân Tông bổ nhiệm Lý Đạo Thành làm Thái phó bình chương quân quốc trọng sự. Lý Anh Tông bổ nhiệm Tô Hiến Thành làm Nhập nội kiểm hiệu thái phó bình chương quân quốc trọng sự.
Phụ tá cho các thái phó là tả tham tri chính sự, hữu tham tri chính sự, và hành khiển.
Phụ tá cho thái phó còn có các cơ quan là khu mật viện và bộ.

## Các cấp hành chính địa phương
Sau khi thành lập triều Lý, Lý Thái Tổ liền tiến hành sắp xếp lại các đơn vị hành chính địa phương. Phủ Thiên Đức và phủ Thiên Trường được thành lập. Các đạo thời Đinh, Tiền Lê bị thay thế bằng các lộ nếu là ở đồng bằng, là châu, trại nếu là vùng rừng núi hoặc vùng xa kinh đô. Về sau còn lập thêm phủ Thanh Hóa (Thanh Hóa ngày nay), đạo Lâm Tây (vùng Tây Bắc ngày nay).
Đào Duy Anh cho rằng từ Lý Thái Tổ sắp xếp các phủ, châu đến thời Lý Thánh Tông mở rộng đất đai về phía nam (năm 1069) thì toàn bộ 24 đơn vị hành chính của nước Đại Việt bao gồm:
1. Phủ Đô hộ: là phụ quách của kinh thành Thăng Long, tức một phần thành phố Hà Nội (chưa bao gồm phần mở rộng thuộc Hà Tây cũ)
2. Phủ Ứng Thiên, tương đương một phần thành phố Hà Nội (chưa bao gồm phần mở rộng thuộc Hà Tây cũ)
3. Lộ Thiên Trường, tương đương tỉnh Nam Định hiện nay
4. Lộ Quốc Oai, tương đương lưu vực sông Đáy thuộc tỉnh Hà Tây cũ
5. Lộ Hải Đông, tương đương miền Quảng Ninh
6. Lộ Kiến Xương, tương đương một phần tỉnh Thái Bình
7. Lộ Long Hưng, tương đương một phần tỉnh Thái Bình
8. Lộ Khoái, tương đương tỉnh Hưng Yên
9. Lộ Hoàng Giang, tương đương tỉnh Hà Nam
10. Lộ Bắc Giang, tương đương tỉnh Bắc Giang
11. Lộ Trường Yên, tức là tỉnh Ninh Bình
12. Lộ Hồng, tương đương với tỉnh Hải Dương, Hải Phòng
13. Lộ Thanh Hóa, tương đương khu vực tỉnh Thanh Hóa
14. Lộ Diễn Châu, tương đương vùng Bắc Nghệ An
15. Phủ Phú Lương, tương đương tỉnh Thái Nguyên
16. Phủ Thiên Đức (vốn là châu Cổ Pháp) tương đương tỉnh Bắc Ninh
17. Phủ Nghệ An tương đương tỉnh Nghệ An và Hà Tĩnh
18. Châu Lạng tương đương miền Lạng Sơn và Cao Bằng
19. Châu Phong tương đương vùng Phú Thọ, Yên Bái
20. Châu Chân Đăng tương đương với vùng Hà Giang
21. Đạo Lâm Tây tương đương với Tuyên Quang
22. Châu Bố Chính, mở từ năm 1069, tương đương phía bắc tỉnh Quảng Bình
23. Châu Địa Lý, mở từ năm 1069, sau đổi là Lâm Bình, tương đương phía nam tỉnh Quảng Bình
24. Châu Ma Linh mở từ năm 1069, sau đổi là Minh Linh, tương đương phía bắc tỉnh Quảng Trị

Đứng đầu bộ máy hành chính của các phủ, lộ là tri phủ, phán phủ, của các châu là tri châu, của các trại, đạo là quan mục. Riêng phủ Đô hộ đứng đầu là sĩ sư.
Ngoài những châu lớn tương đương với các lộ, phủ, sử sách còn nhắc đến các châu nhỏ nhưng không đầy đủ:
- Thuộc Tuyên Quang hiện nay gồm có: châu Vị Long (Chiêm Hóa, Tuyên Quang), Đô Kim (Hàm Yên, Tuyên Quang)
- Thuộc ven biển Hải Phòng: châu Vĩnh An, châu Tô Mậu
- Thuộc Lạng Sơn: châu Thất Nguyên (Thất Khê, Lạng Sơn), châu Văn (Văn Uyên, Lạng Sơn), châu Quang Lang, châu Tây Nùng (hay Tây Nông)
- Thuộc Bắc Kạn: châu Thượng Nguyên
- Thuộc Yên Bái: châu Định Nguyên
- Thuộc Hà Giang: châu Bình Nguyên, châu Thường Tân (khu vực Tuyên Quang, Hà Giang),
- Thuộc Cao Bằng: châu Quảng Nguyên (Quảng Uyên, Cao Bằng), châu Thảng Do, châu Bình, châu Bà
- Thuộc Bắc Ninh: châu Vũ Ninh (huyện Võ Giàng, Bắc Ninh)
- Thuộc Quảng Tây, Trung Quốc: châu Lôi Hỏa (phía tây bắc tỉnh Cao Bằng)

Các phủ, lộ được chia thành các huyện. Đứng đầu bộ máy hành của các huyện là huyện lệnh. Cùng cấp với huyện là hương. Tương đương với các huyện nhưng ở kinh đô thì có các phường. Thời Lý có 61 phường.
Các tư liệu lịch sử cũ cho biết thời Lý còn có các đơn vị hành chính gọi là hương mà Trần Thị Vinh (2008) cho rằng cùng cấp với huyện.
Các huyện, hương lại chia thành các giáp. Đứng đầu bộ máy hành chính ở giáp là quản giáp và chủ đô. Các giáp lại chia thành các thôn.